# Барни Стинсон
Барни Стинсон (англ. Barney Stinson) — персонаж телесериала «Как я встретил вашу маму». По сюжету, Барни — успешный человек, у него есть отличная работа, квартира, множество увлечений и своё жизненное кредо, благодаря которому он и добился своего благополучия. Несмотря на распространенное мнение, Барни Стинсон не является представителем субкультуры яппи, так как такие основы идеологии субкультуры как «не пить», «не курить», «не иметь свободного времени» и др. Барни Стинсон абсолютно не соблюдает.
В некоторых сериях показаны флешбеки, в которых Барни был представлен, как хиппи.

## Характер и увлечения
Сам Нил Патрик Харрис описывает характер своего героя как «человека, любящего посумасшествовать, а потом сесть и посмотреть, что из этого получилось». По фильму Барни — бабник, который предпочитает девушек и ведёт сугубо холостяцкий образ жизни. Он имеет огромное количество правил жизни (каждое из которых он называет единственным), которые навязывает остальным, при том что сам не всегда их соблюдает.
Барни — гедонист до мозга костей. Основной целью жизни считает употребление алкоголя и беспорядочный секс. Своим поведением Барни демонстрирует черты психопатии. Он эгоцентричен, не интересуется чувствами других людей и не испытывает стыда за свои поступки. Тем не менее, Барни добродушен и отзывчив, всегда готов прийти друзьям на помощь.
Барни — большой поклонник классического стиля одежды. В частности, целая комната в его квартире заполнена костюмами, а одной из его любимых фраз является «Приоденься!» (англ. Suit Up!). Даже его пижама сшита в виде классического костюма. В 12 серии 5 сезона его очередная пассия неприязненно относилась к людям в пиджаках, и Барни пришлось временно отказаться от ношения костюмов, что привело его в депрессивное состояние и «костюмной ломке». В конце серии он поёт песню «Nothing suits me like a suit» (с англ. — «Ничто не идёт мне так, как костюм»).
Сам о себе Барни Стинсон рассказывает в своём видео-резюме, благодаря которому он получил большое количество приглашений на работу.

## Работа
О работе Барни Стинсона очень мало сведений, точно известно, что последним местом работы является «Национальный банк Голиаф». На вопросы о работе Барни Стинсон обычно отвечал «ну прошу тебя» (в оригинале англ. please). О его должности на работе стало известно лишь в 9-м сезоне, в 15-й серии. Вся его работа заключается в том, чтобы подписывать нелегальные документы, и получать за это огромные деньги. В оригинале это звучит как англ. Provide Legal Exculpation And Sign Everything (P.L.E.A.S.E.) (в переводе от Кураж-Бамбей «Приходишь, Расписываешься, Отвечаешь Шёпотом и Уходишь» (П. Р. О. Ш. У.)). В итоге выяснилось, что он сотрудничал с правительством, и впоследствии сдал руководство агентам ФБР, таким образом отомстив боссу за то, что тот увел его девушку. Возможно, именно из-за такого рода деятельности, он является самым богатым членом пятёрки.

## Семья
Мать Барни, Лоретта Стинсон, обладает характером под стать сыночку. В молодости она тоже вела свободный образ жизни, из-за чего приобрела двоих детей разного цвета кожи. Но это не мешает ей быть идеальной матерью для своих сыновей. Барни боготворит свою маму и верит каждой её лжи. Однажды, когда Лоретта серьёзно болела, Барни нанял актрису на роль своей невесты, чтобы маме стало спокойнее на душе.
Своего отца Джерома Барни считал своим дядей Джерри. Именно Джерри привил Барни любовь к фокусам и развязному образу жизни. В 6 сезоне он встречает своего остепенившегося отца, заведшего новую семью — жену, дочь Карли и сына Джерома Мл. (Джей-Джей) — и ставшего инструктором по вождению, и понимает, что не желает иметь ничего общего с этим человеком. Тем не менее, ближе к концу сезона Барни и Джерри мирятся и вместе едут на рыбалку.
У Барни есть чернокожий брат Джеймс, отцом которого является преподобный Сэм Гиббс. Образы жизни и пристрастия братьев очень похожи (с той лишь разницей, что Джеймс — гей). Но в одной из серий у Джеймса появился постоянный партнер по имени Том. В браке они усыновили двух детей. В девятом сезоне выясняется, что Джеймс изменял Тому, и теперь они разводятся. Но в конце сезона Тед говорит, что Джеймсу удалось убедить Тома простить его.
Однажды Барни пытался выполнить вызов «идеальный месяц» (каждый день в течение месяца — новая девушка). В оригинальной концовке в итоге последняя девушка забеременела, и Барни стал отцом девочки по имени Элли, которую он полюбил всем сердцем.

## Отношения с друзьями
Несмотря на то, что остальные друзья считают образ жизни Барни отвратительным и периодически говорят, что предпочли бы не общаться с ним, Барни является частью группы.
Барни и Тед познакомились в 2001 году в баре «Макларенс». На протяжении всего сериала Барни пытается заставить Теда «жить полной жизнью», то есть каждую ночь напиваться и водить домой очередную дуреху. Он считает себя лучшим другом Теда. При этом сам Тед, хотя и считает своим лучшим другом Маршалла, очень дорожит дружбой с Барни. Они периодически ссорятся, но в конце концов обязательно мирятся. Однажды Тед сказал, что дружит с Барни потому, что им всегда есть, что вспомнить.
Маршалл также является хорошим другом Барни. Несмотря на то, что образ жизни парней крайне отличается, они хорошие друзья. Барни пытается вытащить Маршалла из депрессии, когда Лили его бросила, устраивает его на работу в банк «Голиаф». Во втором сезоне Барни и Маршалл спорят на пощёчину из-за причины нелюбви Робин к торговым центрам. Барни утверждает, что она снималась в порно, и проигрывает этот спор. Так как до проигрыша он уже дал Маршаллу четыре пощёчины, Маршалл получает право 5 раз ударить Барни по лицу в любое время. В седьмом сезоне условия пари меняются — Барни получает право снять галстук с утками, который должен носить в течение года по условиям проигранного ранее спора, но за это должен получить три дополнительные пощёчины.
С Лили у Барни тоже прекрасные отношения. Лили — ярая противница образа жизни Барни. Тем не менее, Барни часто позволяет себе отпускать сальности о ней. Но так или иначе, когда одному из них нужна помощь в деле или добрый совет, другой не откажет. Барни пустил её пожить у себя, когда она нуждалась в жилье, а Лили помогла ему смириться с чувствами к Робин. Также их объединяет то, что они оба — уроженцы Нью-Йорка.
Значительная часть сериала уделяется отношениям Барни и Робин. Именно Барни познакомил Теда и Робин. Он очень ценит её как друга (в основном, потому что она разделяет его убеждения и интересы), а со временем влюбляется в неё. Чувства между ними то ослабевают, то усиливаются. В восьмом сезоне Барни делает Робин предложение. Весь девятый сезон посвящён их свадьбе и тому, что было перед ней. Именно на свадьбе Барни и Робин Тед, наконец-то, встречает будущую жену.

## Кодекс братана
Свод правил, написанных Барни Стинсоном, описывающий взаимоотношение братанов. Впервые упомянут в 14 эпизоде 1-го сезона на 20 минуте 13 секунде. Для Барни Кодекс братана является конституцией и Библией в одном лице (что, впрочем, не мешает ему нарушить его в эпизоде «Песчаные замки на песке», когда он переспал с Робин).
Некоторые статьи из Кодекса братана:
Братаны превыше девок.
Узы дружбы между двумя мужчинами гораздо сильнее, чем между мужчиной и женщиной, так как мужчины сильнее женщин. Запомни эту науку.
Если два братана вступили в жаркую дискуссию о чем-либо, и один сказал что-то, из ряда вон выходящее, другой не должен заставлять его взять свои слова обратно или извиниться, чтобы загладить произошедшее. Ибо это бесчеловечно.
Если братаны едут на двух машинах и один из них не знает дороги, братан, едущий впереди, обязан ради шутки попытаться оторваться и затеряться в трафике.
Братан не может переспать с бывшей девушкой братана.

## Успех персонажа
За роль Барни Стинсона в 2007 и 2010 годах Нил Патрик Харрис выдвигался на премию Эмми как лучший актёр второго плана в комедийном телесериале.
В 2008 году вышла книга The Bro Code (с англ. — «Кодекс братана»), написанная от имени Барни Стинсона.
Затем вышел ещё ряд книг, написанных от имени Барни Стинсона: Bro on the Go (с англ. — «Карманный кодекс братана») (2009), The Playbook (2010), Bro Code for Parents: What to Expect When You’re Awesome (2012).